# Зверобой распростёртый
Зверобо́й распростёртый (лат. Hypericum humifusum) — многолетнее травянистое растение, вид рода Зверобой (Hypericum) семейства Зверобойных (Hypericaceae).

## Ботаническое описание
Травянистое растение, голое. Стебли многочисленные, распростёртые, разветвлённые, зелёного цвета, длиной 3—12 см.
Листья овальной или продолговато-овальной формы, длиной 4—16 мм и шириной 1,5—6 мм, тупые, края ровные, желёзки точечные, чёрного цвета, редкие.
Цветки немногочисленные, одиночные или собраны в пучок из 3—4 цветков. Соцветие — метёлка, длина 2 см, ширина 0,6 см. Прицветники продолговато-овальной формы, длиной 3 мм. Чашечки глубоко раздельные, длиной 4,5—5,5 мм. Наружные чашелистники продолговато-овальной формы, длиной 4—5 мм и шириной 1,8—2 мм. Все остальные чашелистники узко-продолговатой формы, длиной 4—5 мм и шириной 0,8—1,3 мм. На поверхности чашелистников расположены чёрные желёзки в виде чёрточек или точек. Лепестки бледно-жёлтого цвета, продолговатой формы, длиной 6 мм и шириной 2 мм, тупые, в верхней части находятся чёрные точечные желёзки. Тычинки немногочисленные, в пучке располагаются по 3—5.
Завязь яйцевидной формы, длиной 1,5 мм, коричневого цвета. Столбиков 3. Коробочка продолговато-яйцевидной формы, с продольными бороздами, коричневого цвета, длиной 5—6 мм и шириной 2,5—3 мм. Семена довольно мелкие, длиной 0,5 мм, цилиндрической формы, коричневого цвета. Плод — коробочка. Цветение длится с июня по сентябрь.
Вид описан из Европы.

## Экология и распространение
Зверобой распростёртый произрастает на песчаных лугах, полях, пашнях, во влажных местах, пустырях. Распространён в Алжире, Марокко, Великобритании, Ирландии, Швеции, Австрии, Бельгии, Чехии, Словакии, Германии, Венгрии, Нидерландах, Польше, Швейцарии, Беларуси, Украине, Албании, странах бывшей Югославии, Италии, Румынии, Франции, Италии, Португалии.

## Классификация
Вид Зверобой распростёртый входит в род Зверобой (Hypericum) семейство Зверобойные (Hypericaceae).
|  |                  |  |                     |                          |                          |  | ещё 164 порядка покрытосеменных (согласно Системе APG II) | ещё 164 порядка покрытосеменных (согласно Системе APG II) |                                           |  |  |  | ещё 9 родов        | ещё 9 родов                |  |  |
|  |                  |  |                     |                          |                          |  | ещё 164 порядка покрытосеменных (согласно Системе APG II) | ещё 164 порядка покрытосеменных (согласно Системе APG II) |                                           |  |  |  | ещё 9 родов        | ещё 9 родов                |  |  |
|  |                  |  |                     | отдел Цветковые растения |                          |  |                                                           |                                                           | семейство Зверобойные                     |  |  |  |                    | вид Зверобой распростёртый |  |  |
|  |                  |  |                     | отдел Цветковые растения |                          |  |                                                           |                                                           | семейство Зверобойные                     |  |  |  |                    | вид Зверобой распростёртый |  |  |
|  | царство Растения |  |                     |                          | порядок Мальпигиецветные |  |                                                           |                                                           | род Зверобой                              |  |  |  |                    |                            |  |  |
|  | царство Растения |  |                     |                          |                          |  |                                                           |                                                           |                                           |  |  |  |                    |                            |  |  |
|  |                  |  | ещё около 21 отдела | ещё около 21 отдела      |                          |  |                                                           | ещё 36 семейств (согласно Системе APG II)                 | ещё 36 семейств (согласно Системе APG II) |  |  |  | ещё около 60 видов |                            |  |  |
|  |                  |  |                     | ещё около 21 отдела      |                          |  |                                                           |                                                           | ещё 36 семейств (согласно Системе APG II) |  |  |  |                    |                            |  |  |